# Don't Close Your Eyes
Don't Close Your Eyes је песма која представљала Словачку на Песми Евровизије 2012. у извођењу Мира Шмајде
који је интерно изабран. Песма је отпевана на енглеском.
Песма је изведена на 15. месту у полуфиналу такмичења, завршила је на 18. месту од 18 песама у полуфиналу такмичења, те није ушла у финале.